# ثلاثي ميثيل كلوريد القصدير
ثلاثي ميثيل كلوريد القصدير هو مركب عضوي من القصدير له الصيغة (CH3)3SnCl. وهي مادة صلبة بيضاء شديدة السمية وذات رائحة كريهة. وهو عرضة للتحلل المائي.

## تحضير
يمكن تحضير ثلاثي ميثيل كلوريد القصدير عن طريق تفاعل إعادة توزيع رباعي ميثيل القصدير مع كلوريد القصدير الرباعي.
SnCl4 + 3 Sn(CH3)4 → 4 (CH3)3SnCl